# 薩西尼夫卡
50°18′25″N 32°24′41″E / 50.30694°N 32.41139°E
薩西尼夫卡（烏克蘭語：Сасинівка），或按俄语译为萨西诺夫卡，是烏克蘭的村落，位於該國中部波爾塔瓦州，由盧布尼區負責管轄，分別距離切爾沃內3公里和佩爾紹特拉夫涅韋0.5公里，始建於1708年，面積7.716平方公里，海拔高度104米，2001年人口709。